# Jan Damascén Marek
Jan Damascén Marek OFM (1664?, Prachatice – 1725, Klášter Hájek), zkráceně častěji Damascén Marek, někdy též Jan Damašský Marek, latinsky Damascenus Marek byl český františkán. Narodil se v Prachaticích zřejmě v roce 1663 nebo 1664.
Do řádu vstoupil obláčkou v Plzni na konci roku 1683 nebo v roce 1684. Své formační období (juniorát) v řádu prožil zejména v klášteře Jindřichově Hradci, kde absolvoval dvouletá filozofická studia pod vedením lektora Archangela Koppa. V lednu 1686 přijal nižší svěcení na akolytu a následně pokračoval v 3-4letých teologických řádových studiích. Kněžské svěcení přijal 24. září 1689 v Praze, po další praxi a přezkoušení v Jindřichově Hradci byl o dva roky později jmenován kazatelem, kázal česky i německy. Následně působil ve františkánských klášterech v Turnově (1693–1696, 1699–1702, 1703–1705), Slaném (1696–1699, 1705–1707, 1708–1709), Dačicích (1702-170'3), Hájku (1707–1708), kde kázal a zpravidla působil jako vikář kláštera. Od roku 1711, zřejmě nepřetržitě až do své smrti, žil v opět v konvent v Hájku, kde 12. února 1725 rovněž zemřel.
Damascén Marek navázal na místní literární činnost spolubratra Jindřicha Labeho a pro poutníky do Hájku napsal spisek – příručku:Vůdce cesty pobožně putujících do Hájku svatého... Praha : Karel Jan Hraba, 1718. Ještě téhož roku dílo vyšlo u téhož tiskaře též v německé variantě: Weeg-Gefährt, deren welche mit Frucht und Andacht die gnadenreiche Mutter Mariam in dem lauretanischen Häusslein ... P. Marek byl údajně byl též básníkem.
Posmrtně byla vydána sbírka Markových kázání – dvoudílná postila Trojí chléb nebeský pro lačný lid český... V Starém Městě Pražském : u Karla Jana Hraby, 1727–1728 folio 4°. Obsáhlá sbírka nedělní promluv nabízí pro každý nedělní den tři různé výklady na právě čtený text evangelia, které doplnil stručnými, někdy i vtipnými verši. Postila obsahuje řadu kázání na témata vyzdvihující principy potridentské katolické zbožnosti proti tradičním lidovým zvyklostem a pověrám: náležité svěcení svátků, hledání Božské a ne „babské“ pomoci v nouzi nebo řádné chování v kostele. „Je přitom psána živým jazykem a obsahuje černé motivy převzaté z tradiční kultury - ty však Marek využívá k tomu, aby názorněji vysvětlil principy zbožného života a povzbudil k jejich dodržování.“ Některá z Markových kázání se dočkala novodobé edice.
P. Marek rovněž přeložil do češtiny asketicko-spirituální dílo Meditationes od františkánského reformátora svatého Petra z Alkantary, které vyšlo pod názvem Knížka zlatá o přemyšlování a ducha modlení skrze svatého Petra z Alkantary...  v Praze u Anny Zuzany Hamplové roku 1713. Překlad je sice anonymní, ale jeho autora lze odvodit z hlubšího rozboru textu.